# Insenatura di Prestrud
L'insenatura di Prestrud è un'insenatura completamente ricoperta dal ghiaccio situata all'interno della zona della regione nord-orientale della Dipendenza di Ross condivisa da quest'ultima con la Terra di Marie Byrd, in Antartide. L'insenatura, che si trova in un tratto della costa meridionale della penisola di Edoardo VII facente parte della costa di Shirase, è interamente occupata dai ghiacci della barriera di Ross, alimentati, in questa zona, dal flusso del ghiacciaio Kiel.

## Storia
L'insenatura di Prestrud è stata mappata e così battezzata dai membri di una spedizione del Programma Antartico degli Stati Uniti d'America svoltasi nel 1939-41 in onore del tenente Kristian Prestrud, che fu il comandante della squadra orientale di conduttori di slitte della spedizione antartica che Roald Amundsen comandò nel 1910-12, e che fu il primo ad attraversare la regione dell'insenatura.